# Europäische Stiftung Kaiserdom zu Speyer

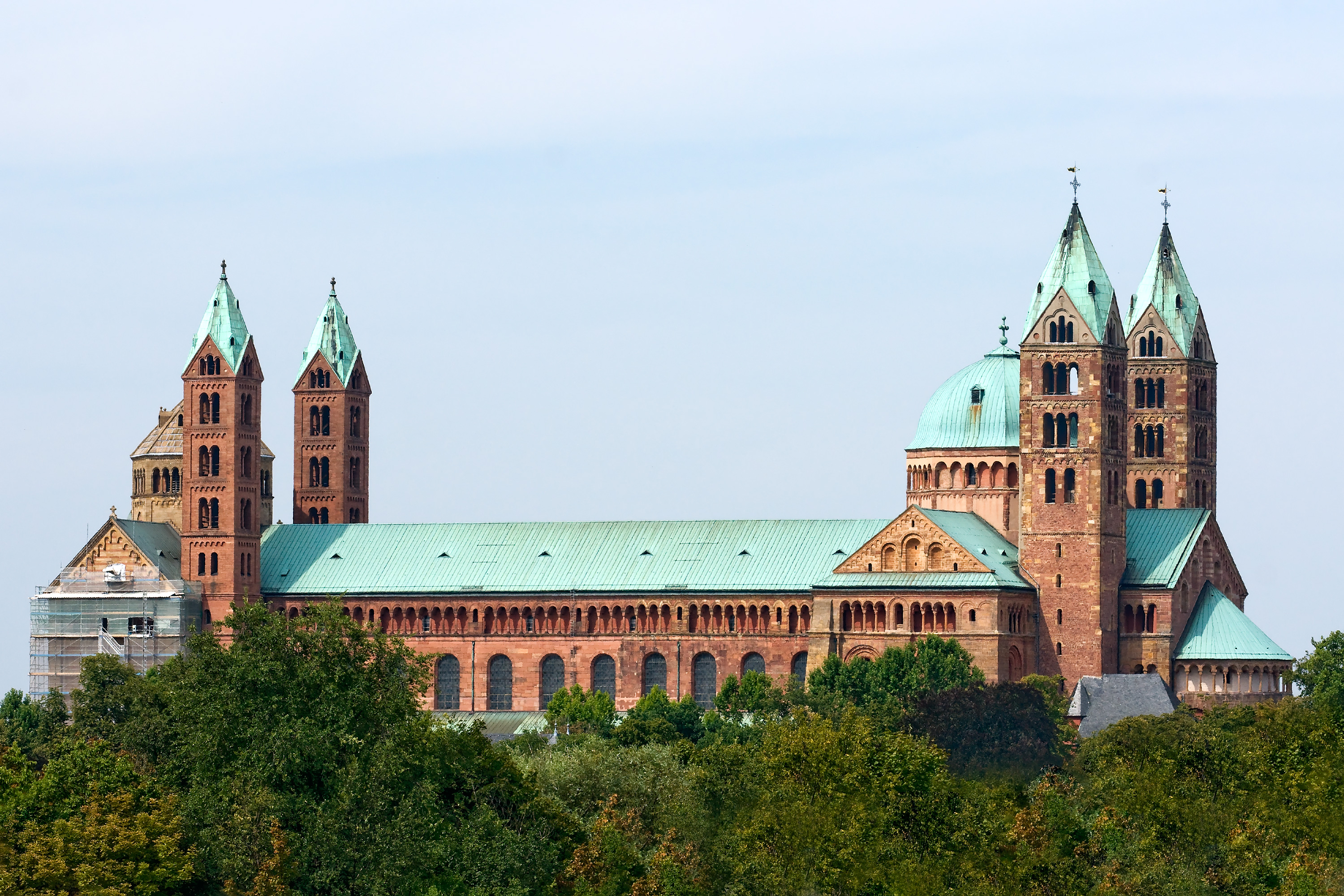
Der Speyerer Dom

Die Europäische Stiftung Kaiserdom zu Speyer ist eine gemeinnützige Stiftung deren Ziel es ist, Erhaltungs- und Sicherungsmaßnahmen am Speyerer Dom zu fördern. 

## Beschreibung
Die Rechtsfähige Stiftung des bürgerlichen Rechts wurde 1999 mit einem Kapital von 1,5 Millionen D-Mark gegründet. Sie geht auf eine Initiative des damaligen Bundeskanzlers Helmut Kohl und Paul Wieandt, ehemaliger Vorstandsvorsitzender der Bank für Gemeinwirtschaft, zurück. Unterstützt wurde die Initiative vom Kuratorium, das sich bereits im Jahr 1996 konstituiert hatte.
Zu den Stiftungszielen zählt das Bestreben, die Geschichte des Doms darzustellen und wissenschaftliche Forschung zu fördern. Die Stiftung unterstützt den Domerhalt mit zweckgebundenen Spenden und ermöglicht so Projekte, die für das Domkapitel alleine nicht finanzierbar wären. Den Mitgliedern der Stiftung liegt der Dom als „Ort der geistigen Inspiration, als Baudenkmal und Kunstort“ am Herzen. Auch sei das Bauwerk, das im Zentrum des mittelalterlichen Kaiserreiches liege, ein Symbol für ein föderales und regionales Europa.

## Förderprojekte

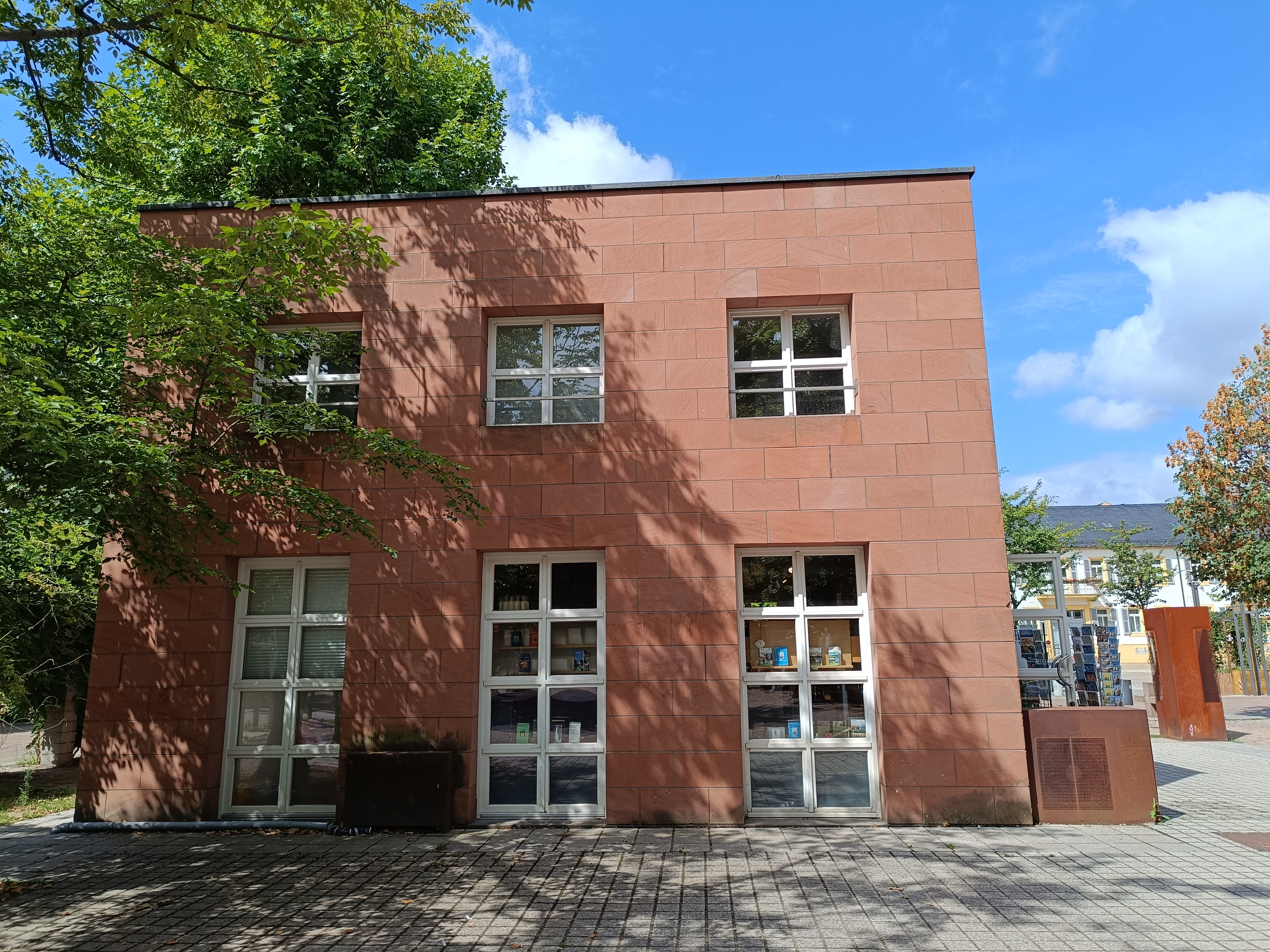
Besucherzentrum für den Dom
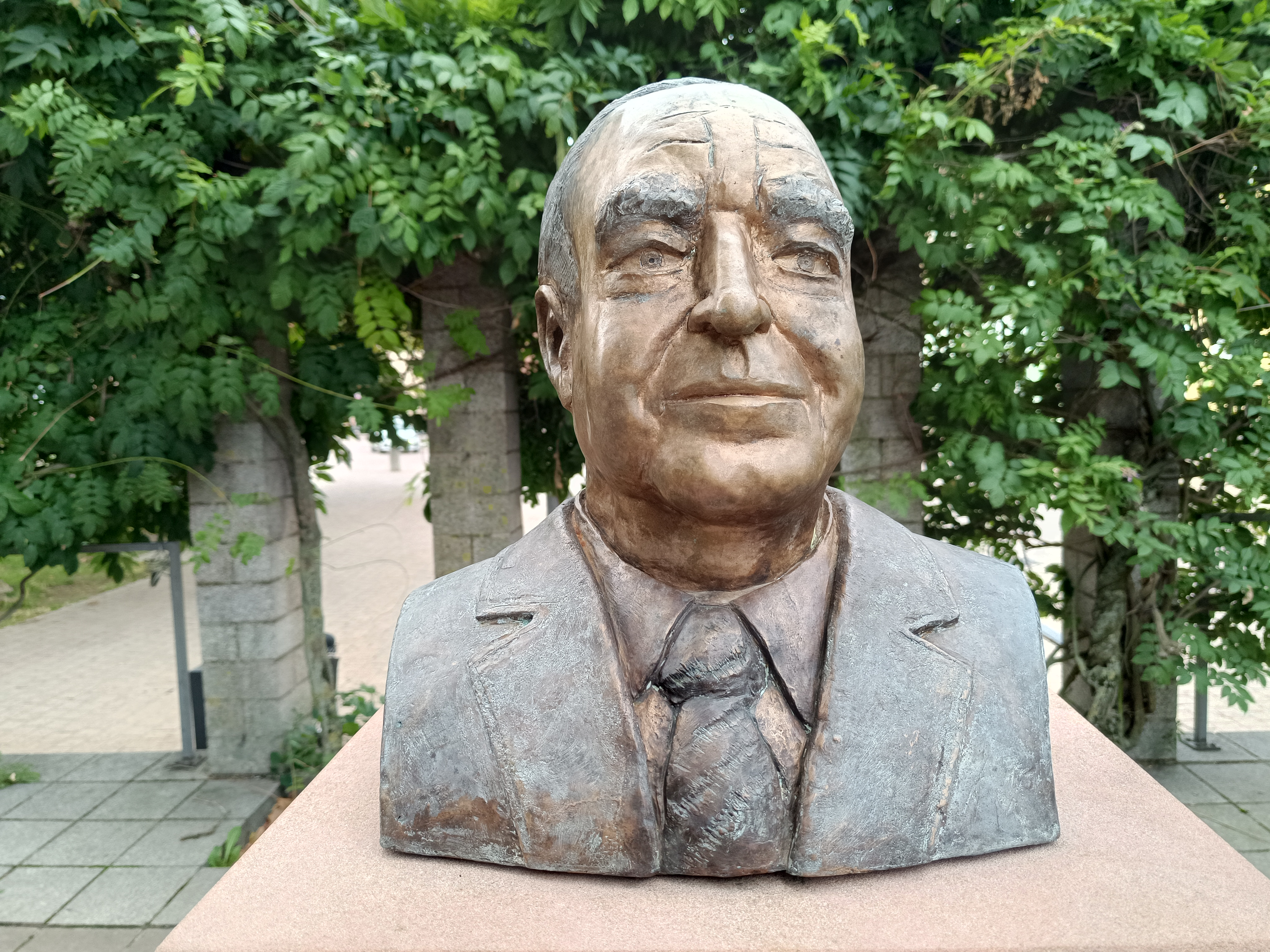
Helmut-Kohl-Büste im Domgarten
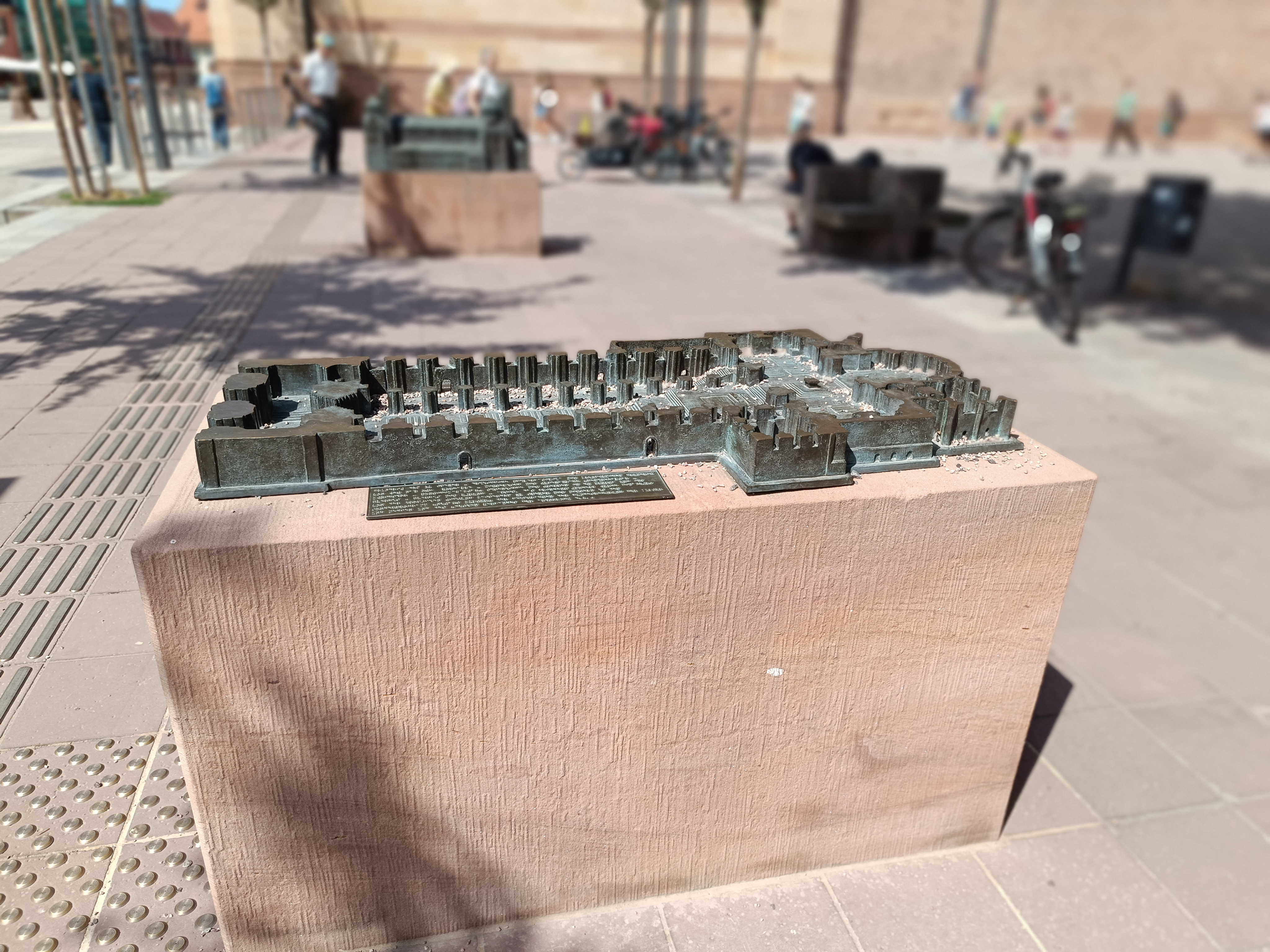
Blindentastmodell des Dom-Innern
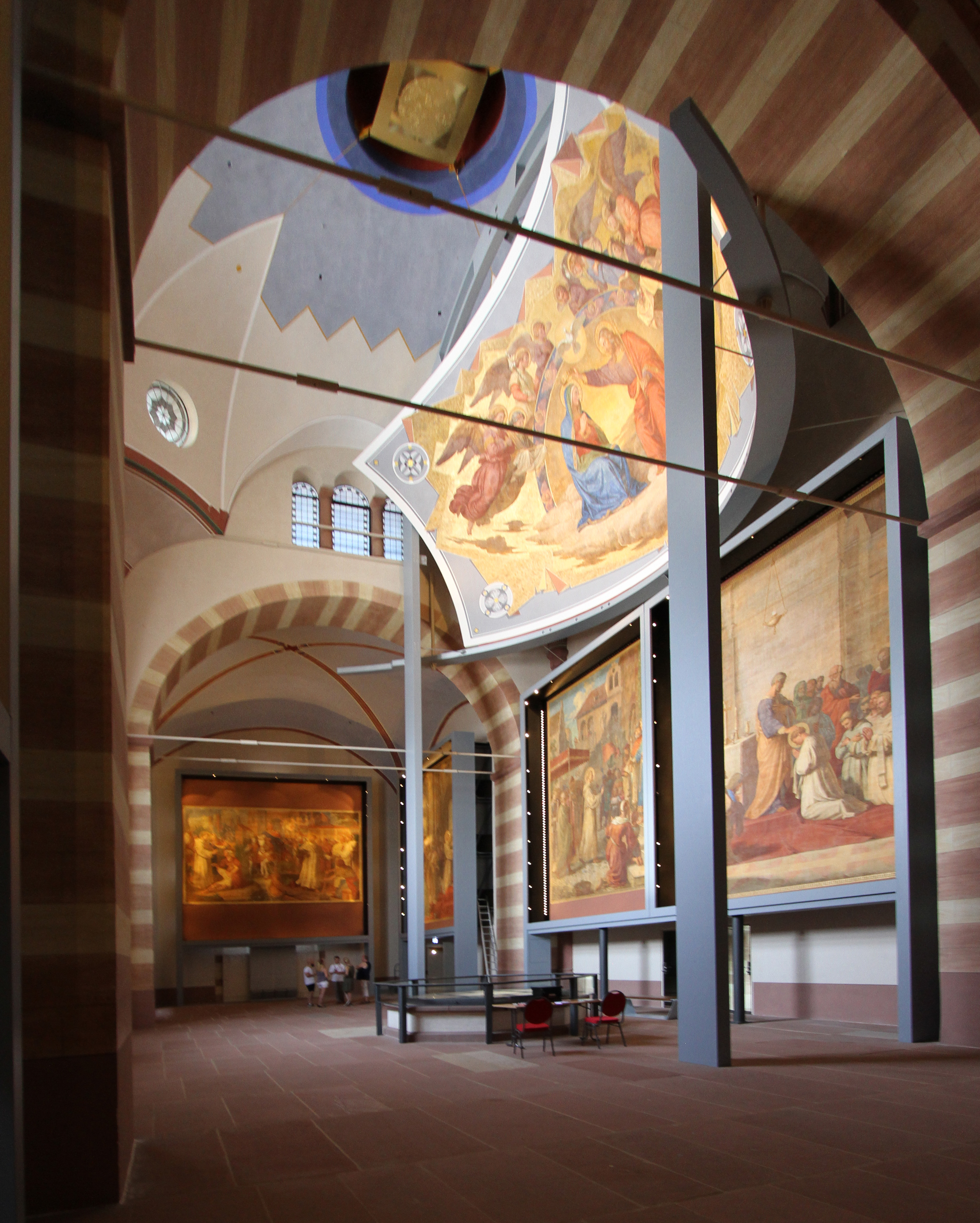
Schraudolph-Fresko in der Vorhalle

- Blindentastmodell des Dom-Innern
- Sanierung des Vierungsturms
- Erneuerung der Beschallungsanlage im Dom
- Denkmal für den Bundeskanzler Helmut Kohl
- Erneuerung der Orgel in der Afrakapelle
- Sanierung der Vorhalle des Doms
- Erneuerung der Außenbeleuchtung des Doms
- Einrichtung eines Besucherzentrums für den Dom
- Sanierung des Westbaus und Ausstellung der Schraudolph-Fresken
- Behindertengerechter Zugang zum Dom

## Kampagnen
- Domportale, 1998–2000
- Das Buch der Tausend Stifter, 2001–2008
- Die Pfalz läuft für den Dom, 2003–2004
- Die Pfalz singt für den Dom, 2007
- Die Pfalz malt für den Dom, 2010–2011
- Die Pfalz liest für den Dom, 2016–2017
- Die Pfalz wandert für den Dom, 2023

## Vorstand
- Alfried Wieczorek (Vorstandsvorsitzender)
- Eva Lohse (stellvertretende Vorstandsvorsitzende)
- Monika Kabs (Vorstandsmitglied)
- Christoph Kohl (Vorstandsmitglied kraft Amtes)
- Roman Nitsch (Geschäftsführer)

## Kuratorium
- Max Emanuel Herzog in Bayern (Vorsitzender des Stiftungsrates)
- Kurt Beck (Vorsitzender des Stiftungs-Kuratoriums)
- Alfried Wieczorek (Vorsitzender des Stiftungs-Vorstandes)

## Publikationen
- Horst Hamann: Kaiserdom zu Speyer. Vertical Photographs. 2024. ISBN 978-3-94677734-2
- Karl-Markus Ritter: Der Dom zu Speyer. Weltliche Macht und christlicher Glaube. 2021. ISBN 978-3-80624128-0